# San Marinees honkbalteam

De San Marinese vlag.

Het San Marinees honkbalteam is het nationale honkbalteam van San Marino. Het team vertegenwoordigt San Marino tijdens internationale wedstrijden.
Het San Marinees honkbalteam sloot zich in 1992 aan bij de Europese Honkbalfederatie (CEB), de continentale bond voor Europa van de IBAF.

## Kampioenschappen

### Europees kampioenschap
San Marino nam twee keer deel aan het Europees kampioenschap honkbal. De vijfde plaats in 1971 is de hoogst behaalde positie, maar aangezien ze de laatste vier jaar niet deelgenomen hebben aan EK's, WK's, WBC's of andere toernooien is het ondanks deze twee klasseringen toch een van de vier minst actieve leden van de CEB.
| Editie    | 1971 | 1985 |
| Prestatie | 5e   | 6e   |